# Woody Woodpecker (film, 1941)
 (novembre 2017).
Si vous disposez d'ouvrages ou d'articles de référence ou si vous connaissez des sites web de qualité traitant du thème abordé ici, merci de compléter l'article en donnant les références utiles à sa vérifiabilité et en les liant à la section « Notes et références ».
Pour plus de détails, voir Fiche technique et Distribution.
Woody Woodpecker est un court métrage d'animation américain, de la série Woody Woodpecker, réalisé par Walter Lantz, sorti en 1941.

## Fiche technique
- Titre français : Woody Woodpecker
- Réalisation : Walter Lantz
- Scénario : Ben Hardaway et Jack Cosgriff
- Musique : Darrell Calker
- Production : Walter Lantz
- Pays d'origine :  États-Unis
- Format : Couleurs - 1,37:1 - Mono
- Genre : Film d'animation, Court métrage
- Durée : 7 minutes
- Date de sortie : 1941

## Voix originales
- Mel Blanc : Woody Woodpecker
- Sara Berner :
- Bernice Hansen :
- Margaret Hill-Talbot :
- Danny Webb :